# تشارلز كيني (سياسي)
تشارلز كيني هو طباع وسياسي أمريكي، ولد في 7 يوليو 1850 في ساوث شور في الولايات المتحدة، وتوفي في 15 سبتمبر 1918. نشط حزبياً في الحزب الجمهوري.